# 大西部分水嶺
大西部分水嶺 （英語：Great Western Divide）是內華達山脈的山脈，主要位於紅杉國家公園內。大西部分水嶺的最高峰是卡威阿山，海拔高度達到13,802英尺。高山脈小徑從紅杉國家公園穿過卡威阿峽。
大西部分水嶺將卡威亞河、克恩河和國王河三條河分開。大西部分水嶺包括卡威峰嶺。